# Su Corongiu de Fanari
Su Corongiu de Fanari è un monumento geologico-geomorfologico, più precisamente un mega pillow (questo termine identifica le forme “a cuscino” che questa tipologia di lava assume dopo un veloce raffreddamento). Il monumento naturale è liberamente visitabile, si trova nella località di Gutturu Forru a Masullas al km 9,2 della SP42 .

## Descrizione
Si è formato a seguito del 1°ciclo sedimentario marino miocenico (circa 23 milioni di anni fa) Presenta una larghezza di 12 m ed un’altezza di 11.5 m. Gli è stato così attribuito il termine "mega", per indicare le sue grandi dimensioni. È rivolto sul lato orientale. Si tratta di un monumento praticamente unico al mondo. L'area è qualificata come geosito.
Nel sito sono presenti licheni, oltre ad alcune piante rupicole.
Nel luglio 2017 è stato inaugurato il Monumento Naturale. Il Comune, facente parte del Parco Geominerario Storico Ambientale della Sardegna e del Parco Naturale Regionale del Monte Arci, ha lavorato per anni per restituire alla comunità l’accesso al geosito.
Nei pressi del sito è presente un'area di picnic con parcheggio libero.